# 36.ª Divisão (Japão)
A 36ª Divisão foi uma divisão de infantaria do Império do Japão que serviu durante a Segunda Guerra Mundial. A divisão formada no dia 7 de fevereiro de 1939 in Hirosaki, sendo desmobilizada no mês de setembro de 1945 com o fim da guerra.

## Comandantes
| Comandante                   | Data                                           |
| ---------------------------- | ---------------------------------------------- |
| Lt. General Otoko Maiden     | 9 de março de 1939 - 1 de agosto de 1940       |
| Lt. General Mitsuru Izeki    | 1 de agosto de 1940 - 28 de fevereiro de 1943  |
| Lt. General Yasuyuki Okamoto | 28 de fevereiro de 1943 - 1 de outubro de 1943 |
| Lt. General Hachiro Tagami   | 1 de outubro de 1943 - 30 de setembro de 1945  |

## Subordinação
- 1º Exército - 1 de abril de 1939
- 2º Exército - outubro de 1943

## Ordem da Batalha
- 36. Grupo de Infantaria (desmobilizada no dia 18 de outubro de 1943)
- 222. Regimento de Infantaria
- 223. Regimento de Infantaria
- 224. Regimento de Infantaria
- 36. Regimento de Reconhecimento
- 36. Regimento de Artilharia de Montanha
- 36. Regimento de Engenharia
- 36. Regimento de Transporte
- Unidade de comunicação